# ドラえもん のび太の南海大冒険
- ドラえもん > 大長編 > のび太の南海大冒険
- ドラえもん > 映画 > 大長編 > のび太の南海大冒険

『ドラえもん のび太の南海大冒険』（ドラえもん のびたのなんかいだいぼうけん）は、1998年3月7日に公開されたドラえもん映画作品。および、公開に先立って1997年9月から萩原伸一（藤子プロ）によって連載が開始された大長編ドラえもんシリーズの漫画作品。藤子不二雄の藤本弘が1980年代初頭に執筆した短編漫画を膨らませた内容になっている。映画シリーズ第19作。大長編シリーズ第18作（まんが版映画シリーズ1）。
映画のキャッチコピーは「ドラマチックですこし不思議な、マリン・アドベンチャー！！」
映画の同時上映は『ザ☆ドラえもんズ ムシムシぴょんぴょん大作戦!』と『帰ってきたドラえもん』。
映画は第53回毎日映画コンクールアニメーション映画賞、第16回ゴールデングロス賞優秀銀賞、第2回文化庁メディア芸術祭アニメーション部門優秀賞受賞作品。
映画公開を記念して帆船「ドラりん丸」が作られた。このドラりん丸は本作とテーマを共通する『ドラえもん のび太の宝島』公開の際、20年ぶりにリニューアルされている。映画でもラストシーンにて同様のデザインの船が登場している。

## 概要
漫画『ドラえもん』の作者である藤子・F・不二雄（藤本弘）没後の第1作。関係者が集まり、藤本が生前に描いた『ドラえもん』の短編漫画の物語をさらに展開させることで長編映画のプロットを作り上げた。
その後、依頼を受けた脚本家の岸間信明が、プロットを元にシナリオを執筆した。完成したシナリオを元に、藤本の生前にチーフアシスタントを務めていた萩原伸一（藤子プロ）が漫画を執筆し月刊誌に連載。その漫画を元に監督の芝山努が絵コンテを描くことで映画が作られた。ただし、漫画の終盤が完成する前に絵コンテを仕上げる必要があったため、終盤はシナリオを元に絵コンテが描かれた。

## 沿革

### 藤本の短編漫画
藤子不二雄の藤本弘（のちの藤子・F・不二雄）は1980年に『ドラえもん』の短編漫画『南海の大冒険』（てんとう虫コミックス45巻収録）を、1981年に同短編漫画『無人島の大怪物』（同41巻収録、初出時の題名は『変身リングとカード』）を執筆して発表した。長編作品『のび太の南海大冒険』は、上記2作を組み合わせて物語を膨らませることで成り立っている。

### プロットとシナリオ
本作は藤本没後に製作が開始された初の大長編漫画作品、映画作品である。1997年の前作『のび太のねじ巻き都市冒険記』（以下、前作）の映画公開後、藤子プロの萩原伸一、小学館『コロコロコミック』の担当編集者、映画監督の芝山努、プロデューサーが中心メンバーとなり、複数人で物語のテーマやイメージを何度も打ち合わせを重ね、舞台、登場人物、物語の展開を明確にし、プロットが作られた。
シナリオを脚本家の岸間信明に発注。プロットを元に、岸間によって漫画と映画兼用のシナリオが執筆された。

### 大長編漫画（連載）
完成したシナリオを元に、藤本の生前にチーフアシスタントを務めていた萩原伸一（藤子プロ）が漫画を執筆し『大長編 ドラえもん のび太の南海大冒険』として、『月刊コロコロコミック』1997年10月号から1998年3月号に連載を行った。
漫画連載時のクレジットは「原作　藤子・F・不二雄」「作画　萩原伸一（藤子プロ）」。
序盤は藤本の短編漫画のコマをそのまま引用している部分が多く、財宝を目当てにジャイアンやスネ夫たちと「ほどほど海賊船」で出来レースを演じるくだりなども短編漫画と同様である。
中盤でのび太はドラえもんたちとはぐれて行方不明となり、謎の無人島に漂着。のび太と一人ぼっちの少年ジャック、ピンクのイルカ「ルフィン」との交流が描かれる。ドラえもんらが乗り込んだ海賊船での展開と、のび太らの無人島の展開が並行して描かれ、如何にして彼らが再会するかが見どころとなっている。最終決戦ではしずか達にもそれぞれ見せ場が与えられている。
今作に登場する女性キャラクターのベティは、ジャイアンとの交流場面が多い。大長編で登場する女性キャラクターはのび太と仲良くなったり、互いに名前を呼び合ったりすることが多いが、ベティとのび太の会話は一切ない。

### 映画
連載漫画を元に、監督の芝山努により絵コンテが描かれた。ただし、終盤部分は連載漫画が完成前だったため、シナリオを元に絵コンテが描かれた。
それでも、本作の制作がきっかけでラストシーンの設定は事前の打ち合わせである程度は固めることが出来る様になったため、アニメーター・美術スタッフの負担が軽減し、キャラクターの動き方のクオリティも向上した。
映画『ドラえもん のび太の南海大冒険』は1998年3月7日に公開された。配給収入は前作の記録を超え、当時の歴代最高額を記録した。
本作にはタレントや落語家など、多くの有名人がゲスト声優を担当している。
エンディングテーマとオープニングテーマ「ドラえもんのうた」の歌唱を吉川ひなのが担当している。『のび太の恐竜』より音楽を担当していた菊池俊輔の降板（テレビ版は引き続き担当）により、本作から旧来のテレビ版の音源が一切使用されることがなくなった。菊池に代わり本作の音楽はシンガーソングライターの大江千里が担当。編曲には、2005年4月からのテレビアニメおよび劇場版の音楽を担当する沢田完が参加している。映画ドラえもんシリーズ（第1期、2004年まで）で唯一単作でのサウンドトラックが発売された作品である（「映画ドラえもん のび太の南海大冒険 メモリアル音楽集」のタイトルで発売。演奏・スロバキア国立管弦楽団）。また前作までは画面アスペクト比4:3で撮影されていたが、本作よりスクリーンサイズと同じ16:9で作られている。
劇場版第一作から音響効果を担当した柏原満が本作で最後の参加となった。
本作でのび太が読んで宝探しに憧れるきっかけとなったスティーヴンソンの小説である「宝島」は2018年の映画版『ドラえもん のび太の宝島』のモチーフにもなっている。
本作には藤本が描いた短編漫画の物語も含まれるため、本作は「ドラえもん本編を大長編化・映画化した作品」だが、藤本が大長編漫画や映画に関わっていないことを考慮し、藤本が執筆した漫画以外を派生作品と呼ぶという定義ならば「ドラえもんの派生作品（スピンオフ）」と呼ぶこともできる。
これまでの映画作品同様、漫画と映画では省略および変更されたシーンがある。エピローグは漫画ではのび太がグループ研究の題材に海賊を選んだことが描かれ、図書館から借りて来た文献に四次元ポケットがゴミ袋として記述されていたというオチだった。映画はドラえもん一行が17世紀を去ると同時にエンドロールに入り、ドラえもんがスペアポケットに付け替える姿や、漫画のようにのび太が海賊について調べる様子などの後日談が宝の地図のような羊皮紙風に映し出される形となっている。

### 大長編漫画（単行本）
1998年10月に単行本（てんとう虫コロコロコミックス）が発売された。
カバーと表紙には作者名として「藤子・F・不二雄プロ」と掲載された。本扉には雑誌連載時と同様に「原作　藤子・F・不二雄」「作画　萩原伸一（藤子プロ）」とクレジットが掲載された。

## あらすじ
のび太、しずか、ジャイアン、スネ夫のいつもの4人は、夏休みのグループ研究の題材として「海」を選んだ。各々が自分の研究テーマを決める一方、のび太はスティーヴンソンの小説「宝島」を読み耽ってばかりで、やがて憧れの宝探しに行きたいとドラえもんに頼み込む。当然、宝なんて現実に存在しないと突っ撥ねられるもその直後、見計ったかのように宝島が発見されたニュースが流れ、仕方なくドラえもんは宝さがし地図を出す。どうせ見つかるはずないと思いきや、のび太は恐ろしい強運により一発で宝島の在処を当ててしまった。場所はカリブ海にあるトモス島という無人島だった。しかし財宝だけではなく小説のような冒険も求めていたのび太は船による航海で宝島まで行きたいと言い出し、研究の参考になるからと言ってしずかも誘い、海の冒険に出発する。
宝船型モーターボートによる航海は何事もなく進んだが、スリルと興奮を求めたのび太の要望でほどほどあらしによるほどほどの嵐を体験する。しかし嵐はほどほどを通り越した激しさで船を襲い、のび太が船酔いに参ったこともあって一行は嵐が止むまで撤退する。その際にのび太は海賊船を見たと騒ぎ立てたがドラえもんもしずかも信じなかった。その後、ジャイアンとスネ夫を敵の海賊役として強引に引き込み、ほどほど海ぞく船でほどほどの砲撃をさせるも、ほどほど装置の故障で宝船はボロボロになってしまう。一行は仕方なく付近の無人島でキャンプをするが、ここでもまたのび太は海賊船を目撃した。
翌日、ほどほど海ぞく船に乗り換えて改めて宝島を目指す一行は伝説復元機によってバーチャル映像を楽しみつつ航海を進める。しかしバーチャルであるはずの海坊主に襲われて船が半壊させられ、更には時空間の乱れにより17世紀のカリブ海へと転移してしまった。そしてほどほど海ぞく船は本物の海賊船に激突して全壊し、海に落ちたのび太も流されてしまう。一行は海賊船に救助されるが海賊同士の戦闘に巻き込まれ、ドラえもんの偶然の活躍で相手側の海賊船を沈めたことで船長キャプテン・キッドに感謝される。しかしのび太は救助されておらず、四次元ポケットも紛失していた。幸い、海賊に拾われた7つの道具の中にあったほんやくコンニャクによって海賊との意思疎通は可能になり、ドラえもん一行とキッドの海賊団が目指す島が同一である事が判明する。
のび太はピンク色のイルカのルフィンに助けられ、無人島へ流れ着いていた。島で1人で暮していた少年ジャックと知り合い、言葉が通じないながらも交流を深めていく。しかしそこは怪奇な生物が住む島であり、のび太が探し当てたトモス島だった。翌日、ドラえもん一行ものび太が付近の島に流れ着いている可能性に賭け、キッドの海賊団と共にトモス島へと上陸する。一行はキッド、ベティ、パンチョ、ゴンザレスを始めとする海賊団と共に島を進むが、島に住む怪生物に襲われて団員は次々と姿を消していく。その途中、ドラえもん一行はキッドの兄貴分でベティの父であるキャプテン・コルトの海賊団がこの島で消息を絶った事と、ベティの弟のジャックも行方不明だという事を知る。一方ののび太とジャックも誰かが上陸した事を知り、ジャックはキッドの海賊船だと気付いて喜ぶが、何も知らないのび太は仲間が海賊に捕まったと誤解し、ジャックを止めようとして海に飛び込んでは溺れてしまう。のび太をまたも助けた際に宝の地図を見たルフィンは、急にのび太とジャックを乗せて島の奥地へと泳いでいく。そこには明らかな人工物であるトンネルがあった。
キッドの海賊団は怪生物やトラップに襲われ、もうドラえもん一行、キッド、ベティ、パンチョ、ゴンザレスしか残っていなかった。ドラえもんはトラップが22世紀で人気のアトラクションにそっくりだと気付き、やがて彼らの前に半魚人のようなスーツを着た何物かが現れる。拘束された一行は時間犯罪者Mr.キャッシュの元へ連行される。彼はこの島に基地を築き、マッドサイエンティストのDr.クロンに改造生物を作らせていたのだ。そして様々な時代へ兵器として改造生物を売りつける事を目論んでいた。島の宝は奴隷として海賊を寄せ集めるための餌であり、キッドの部下もキャプテン・コルトの海賊団も基地で強制労働を強いられていたのだ。そしてドラえもん一行がこの時代に来たのも、時空間のルートを探る実験に巻き込まれた結果だった。キャッシュは究極の改造生物リバイアサンを呼び出し、見せしめとしてキッドの船を破壊し、一方ののび太、ジャック、ルフィンもキャッシュの部下に捕まってしまう。
一行は牢屋に閉じ込められるが、ようやくのび太と合流。キッドとベティもジャックと再会する。折しも、偶然から敵のスーツを奪って変装していたゴンザレスとパンチョに助けられ、二手に別れて仲間の救出に向かう。のび太、ドラえもん、しずか、ジャックはDr.クロンを拘束してルフィンを救出。残るキッドらも仲間の海賊の解放に成功し、ベティとジャックは父と再会を果たす。一旦基地から脱出したものの、ドラえもん一行が元の時代に帰るには基地のバリアループを解除し、タイムパトロールにこの島を見つけてもらうしかない。つまりキャッシュの野望を阻止しなければ帰れないのだ。それを聞いた海賊たちもキャッシュ一味に借りを返すべく協力を申し出、一行は戦うために基地へと戻っていく。
キャッシュは改造生物の出荷を早めるべく指示を出すも、海賊という労働力を失っては思うように作業が進まない。そこに海賊の一団が襲撃し、基地は大混乱に陥る。キャッシュは改造生物を嗾けるもひみつ道具に敗れ、とうとうリバイアサンをも放った。その圧倒的な力に成す術もない一行だったが、実はルフィンはテレパシーで会話が可能であり、その指示を受けたスネ夫は改造生物輸送用の時空移動船に乗り込み、リバイアサンに麻酔砲を打ち込んで無力化する。一方、のび太とドラえもんは島の最上部に乗り込み、偶然にもドラえもんの頭突きでキャッシュを倒してしまっていた。すぐさまバリアループを解除するも、気が付いたキャッシュが逃げ出そうとしたため、追いかけて取っ組み合いとなる。その時、麻酔砲が効いていなかったリバイアサンが再び暴れ出し、丁度降りて来たキャッシュとドラえもんを飲み込んでしまった。ドラえもんは自分はロボットだから消化されないと落ち着き払い、キャッシュは必死に命乞いをするも一蹴される。しかし二人の言い合いに出て来た「夢」という言葉に反応した夢たしかめ機が胃をつねり、リバイアサンは腹痛に苦しみ出した。それを利用して二人は脱出に成功するが、リバイアサンが暴れ出したことで基地は水没する。一行はルフィンが連れて来たイルカの群れに助けられて脱出し、同時にタイムパトロールも現れた。実はルフィンはタイムパトロール隊員だったのだ。
キャッシュ一味は逮捕され、改造生物も元に戻される事になったが、リバイアサンだけは行方不明だった。しかし操作されない限りは凶暴性を発揮する事は無く、これからは伝説動物として生きていくだろうとして放置される事になった。基地を脱出していなかったキッドとコルトも財宝を手に入れて無事帰還し、いよいよ別れの時が来た。海賊たちに見送られながら、ドラえもん一行を乗せたタイムパトロールの船は17世紀を後にするのだった。

## 舞台
トモス島
17世紀のカリブ海に浮かぶ宝島。空飛ぶカメレオンや奇怪な食人植物など、謎の生物がうごめいている未知の島である。多くの海賊が宝を求めてこの島を訪れ、消息を絶ったという。
その実態はMr.キャッシュによる改造生物の牧場。出荷目的の改造生物を飼育し、同時にばら撒いた宝の地図で海賊を誘き寄せては捕らえて労働力として使役している。ちなみに宝自体は本物の金銀財宝であり、物語ラストでキッドとコルトが一部の入手を果たしている。

## 声の出演
- ドラえもん - 大山のぶ代
- のび太 - 小原乃梨子
- しずか - 野村道子
- ジャイアン - たてかべ和也
- スネ夫 - 肝付兼太
- のび太のママ - 千々松幸子
- のび太のパパ - 中庸助

## ゲストキャラクター
ジャック
声 - マッハ文朱
キャプテン・コルトの息子。父たちとはぐれ、トモス島で1人で暮していた。島に流れ着いたのび太と出会い、友達となる。出会った当初は言葉は通じない。原作ではのび太とほんやくコンニャクで喋るようになってとても喜んだ。のび太のことを「ノビー」と呼び、親しくなる。ルフィンが話す（テレパシーを使う）ことについては、原作では最初から知っていたが、映画では本編でルフィンが話すまで知らなかった。
ベティ
声 - 早見優
ジャックの姉で、消息を絶った父と弟の身を案じている。海賊育ちで気性が荒く、泣き虫を嫌う攻撃的な性格であり、屈強な相手にも怯まないばかりか泣き出した一行を力強くで泣き止ませようとしていた。一方、ジャイアンを「タケシ」と呼んで親しくなったり、風呂に困っていたしずかにタルで作った仮のシャワーを貸してあげる（漫画のみ）など、優しい一面もある。ドラえもんの道具を介さずにジャイアンの歌声に素で聴き惚れた特異なキャラクターでもある。最後はジャイアンに「ここに残って一緒に海賊やろう」と誘っており、漫画版では断られたが、映画版では歌を絡めて誘われたためジャイアン本人は乗り気であったが、他の4人が「（歌で）歴史的事件になる」などといって必死で止めた。
ルフィン
声 - 麻上洋子
ジャックの友達であるピンク色をしたイルカ。テレパシー能力で人間と意思の疎通ができる。その正体はタイムパトロールの隊員であり、キャッシュの基地を探すために行動していた。のび太の持っていた地図を見て島に走る川を把握し、キャッシュの基地を発見することができた。
キャプテン・キッド
声 - 江守徹
7つの海を駆ける海賊の船長。右目につけている眼帯が特徴。いくつもの修羅場をくぐり抜けてきた船長で、がっちりした体で体が大きく、見るからに海賊といった雰囲気の男で、戦うととても強い。強面であり、睨むと思わずたじろいてしまうほど怖いが、同じ海賊であり父の身を案ずるベティに気をつかうなど、仲間思いな面がある。また、キャッシュ一味に捕らわれた際には慌てるドラえもん達に焦らずチャンスを待つように諭すなど、リーダーシップにも長けている。船長としての威厳があり、むやみにトモス島に上陸しようとしたジャイアンを船長命令で静止した。道具を失ったも同然のドラえもんたちに力を貸し、トモス島へ向かう。終盤、ドラえもん達がキャッシュの計画を阻止に向かう際にも海賊総出で協力した。ラストシーンではコルトと共に財宝を手に入れて帰還。映画ではドラえもんたちが現代に帰る際、ドラりん丸同様にドラえもんの顔が描かれた帆を広げ「あばよ！キャプテン・ドラえもん」と見送った。
ゴンザレス
声 - 林家木久蔵
キッドの部下。原作では巨漢だが、映画ではひょろ長の体格。語尾に「レス」とつけるのが特徴。中盤でパンチョと共にドラえもんやキッドたちとはぐれ、半魚人の服をつけて敵を欺き、捕らわれたドラえもん達の脱出を成功させる。
パンチョ
声 - 林家こぶ平
キッドの部下。ゴンザレスとコンビを組んでいる。原作・映画共に小柄な体格で、映画では更に太っている。一人称は「オレ」。
キャプテン・コルト
声 - 阪脩
ジャックとベティの父で、キッドの兄貴分。トモス島へ宝探しに行ったままで消息を絶っていたが、仲間共々キャッシュに誘拐され、強制労働を強いられていた。その後、キッドたちに助けられ、息子のジャックと娘のベティと再会する。強制労働中に倒れた部下を身を挺して庇う仲間思いの一面がある。彼の海賊船はタイムパトロールに保護されており、現代でのび太が度々目撃した謎の海賊船はこの船であったことがラストで明かされる（漫画でのみのび太によって明言される）。
原作・映画で容姿がかなり異なる。
Mr.キャッシュ
声 - 上條恒彦
未来から17世紀へやって来た時間犯罪者の一人。トモス島に秘密基地を築き、Dr.クロンにペット用や軍用の改造生物を作らせ、高額で売りさばいていた死の商人（不当な目的で改造生物を作ることは違法であり、「17世紀には禁止する法律がない」と劇中でキャッシュが言っているが詭弁であり、タイムパトロール隊員であるルフィンが潜入捜査を行っていた）。改造生物を様々な時代へ売り、金儲けする事が夢。労働力を集めるため、宝の地図を大量にばらまき、海賊たちを引き寄せて捕らえ、強制労働をさせていた。ドラえもん共々リバイアサンに飲み込まれたが、ドラえもんの持っていた「夢たしかめ機」で吐き出され、最後はタイムパトロールに逮捕された。
Dr.クロン
声 - 富田耕生
キャッシュに協力する科学者で、未来から来た時間犯罪者の一人。バイオテクノロジーで新生物を作り出すマッドサイエンティストであり、それが原因で未来の学会から追放されたと原作では語られている。30年かけて生物の改造装置を開発しており、リバイアサンの他、海坊主、クラーケン、グレンデル、バニップなどの伝説上の生物や、様々な合成生物を生み出していた。人質にしたルフィンを改造生物「イルカニ」にしようとしたが、ドラえもん達に阻止され、プログラムはのび太の射撃によって破壊される。最後はタイムパトロールに逮捕された。
コンピューター
声 - 長沢直美
キャッシュの基地に設置されているコンピューター。異常が起こると警報とともに異常内容を叫ぶ。キャッシュの問いかけに応じて言い分ける（場所を訊くと場所を返す、など）。
海賊
声 - 中嶋聡彦、千葉一伸、ピーター・ストーン、ポール・ルーカス、デニス・フォルト、パトリック・ハーラン（パックンマックン）
キッドの海賊船に乗っていたり、トモス島でこき使われていた名もなき海賊たち。
半魚人
声 - 広瀬正志、藤原啓治、関智一、中博史、松本大
半魚人のような服を着たキャッシュの部下。いわゆる戦闘員で、海賊達を捕らえている。正体は普通の人間で、彼らも未来から来た時間犯罪者の一味である。途中、その中の一人が服を一行からはぐれたゴンザレスにとられてしまったことで形勢逆転を許してしまった。最後はキャッシュとクロン同様にタイムパトロールに逮捕された模様。
TVアナウンサー
声 - 小杉十郎太、飛田展男
冒頭で宝島から宝が発見、回収されたことを報道。これを観てのび太が本気で宝探しに行く気になる。

## 用語

### 改造生物
Dr.クロンが作り出した合成生物達。海坊主・イルカニ以外の名称及び能力は1998年4月3日放送の「春だ!一番ドラえもん　夢航海120分超スペシャル!!」のコーナー「怪獣クイズ」より。
リバイアサン
声 - 茶風林
クロンが作り出した究極の改造生物（生物兵器）。巨大な龍のような紅い体躯であり、長さは263m。海中を行動する。究極の名に恥じることなく、一撃でキャプテン・キッドの船シャーグ号を破壊してしまったほどの怪力を持つ。
海賊の協力を得たドラえもん達がMr.キャッシュの基地を襲撃した際、キャッシュによって解き放たれ、ルフィンの指示を受けたスネ夫にタイムマシンから麻酔銃を打ち込まれるも僅かな時間しか効果が無く、直ぐに暴れて基地を破壊、この際に落ちてきたドラえもんとMr.キャッシュを飲み込んだ。しかし胃の中でキャッシュが「改造生物を売りさばくのが自分の夢だった」と命乞い同然の発言をしてドラえもんと言い争いになっているときに夢確かめ機が作動し、そのままキャッシュとドラえもんが胃の壁をくすぐったことでドラえもんとキャッシュのみ吐き出されることになった。その後、胃の中を夢確かめ機につねられ続ける苦しみから暴れ、基地を水没させた。
本編のラストで改造生物の大半がタイムパトロールに回収された中、リバイアサン自身だけは海中を通って行方不明となるが、キャッシュなど悪用する者が意図的に操作しない限り凶暴性を発揮することは無いとされ、そのまま放置されることとなった。その後はシーサーペントなど伝説動物として語り継がれており、劇場版のスタッフロールにてのび太が図書館から借りてきた文献に記載されていることが確認できる。
劇場版では赤くなっているが、それ以前の予告では緑であった。
カメレオンコウモリ
見た目は数mの体躯を持つ翼の生えたカメレオン。カメレオンのごとく周囲に同化（保護色）して自身の姿を見えなくしたり、コウモリのような翼で飛ぶこともできる。更に舌を伸ばして敵を捕食することもできる。
メロンベロン
一見木からぶら下がったメロンのような果実に見せて、果実から口がのぞき、食べようとした人の顔をなめて驚かせる。
漫画ではこれに相当するのはパイナップルに似た果実で「パイナッペロ～ン」と奇声を挙げる。
海坊主
緑色の体をした巨大な怪物。海中より姿を現し敵を攻撃する。その腕の膂力もすさまじく、伝説復元機で出現したものと勘違いしのび太達の警戒心がなかったとはいえ、あっさりと宝船型モーターボートを破壊したほど。
サイワニ
ワニとサイの合成生物。サイのような角と四肢にワニのような皮膚を合わせたような数十mの体躯を持つ。突進力はサイの200頭分であり、あっさりと貨物を吹き飛ばしたり、静香が無生物催眠メガフォンで呼び出した岩の巨人相手にも優位に戦った。しかし、岩の巨人を応援するため、ジャイアンが携帯カラオケマイクを使って歌い始めたことでノックアウトされてしまった。
クモバチ
クモとハチを合わせた姿を持つ虫たち。ハチのようにすばやく飛びながら集団で襲い掛かり、射出するクモの糸を相手にまとわりつかせ海賊ですらあっさりと拘束してしまった。
パックリソウ
巨大なハエトリグサ（食虫植物）。寄ってきた獲物をツタで拘束し、口が急接近して何でも一口で捕食してしまった。ただし消化するのに二日かかる。
作中ではそんな改造生物の存在を知らなかったのび太を拘束、のび太を助けたジャックを捕食したが、岩を使ったのび太の決死の連撃によりダメージを受けジャックはすぐに救出されていた（中のジャックも瘤だらけになった）。それでもなおのび太達に迫り捕食しようとする執念深さを見せていた。
トラゾウ
名称は海賊たちやジャイアン、スネ夫に呼ばれていた。十数mの体躯を持ち、虎のような皮膚、ゾウの牙・鼻を併せ持つ。力はゾウの100倍にして、普段は大人しいがキャッシュの命令があれば檻すらあっさり突き破り、敵を粉砕するパワーと気性の荒さを持つ。しかし、スネ夫が所持していたお尻印のきび団子を食べてしまい、腹を下してトイレに行ってしまった。
イルカニ
Dr.クロンの構想のみに終わった改造生物。イルカと蟹などの甲殻類を合成させることで、イルカの弱い皮膚を甲殻類の強靭な肉体で補い、イルカの能力により、リバイアサンを超える最高の生物兵器になったという。
拘束されたルフィンの研究時に考え付いていたが、ドラえもん達に阻止された為、構想のみに終わった。

## スタッフ
| 原作                 | 藤子・F・不二雄 |
| 脚本                 | 岸間信明 |
| 原作作画             | 萩原伸一(藤子プロ) |
| 作画監督             | 富永貞義 |
| 美術設定             | 沼井信朗 |
| 美術監督             | 川口正明 |
| 撮影監督             | 梅田俊之 |
| 編集                 | 岡安肇 小島俊彦 中葉由美子 村井秀明 川崎晃洋 三浦圭貴 |
| 監修                 | 楠部大吉郎 |
| 録音監督             | 浦上靖夫 |
| 音楽                 | 大江千里 |
| 効果                 | 柏原満 |
| プロデューサー       | 山田俊秀 木村純一 梶淳 |
| 監督                 | 芝山努 |
| 演出                 | 善聡一郎 パクキョンスン |
| 作画監督補佐         | 渡辺歩 |
| 動画検査             | 原鐵夫 江野沢由美 |
| 色彩設計             | 松谷早苗 稲村智子 |
| 仕上担当             | 野中幸子 |
| 仕上検査             | 森田晋次 |
| 特殊効果             | 土井通明 |
| サウンドプロデュース | 大江千里 |
| 編曲                 | スロヴァキア・国立管弦楽団 ドラえもんフィル・ハーモニー・オーケストラ |
| 音楽制作協力         | 株式会社イズム 吉岡隆 |
| 録音スタジオ         | APUスタジオ |
| ミキサー             | 内山敬章 |
| アシスタントミキサー | 大城久典 田中章喜 山本寿 田口信孝 |
| 音響制作             | オーディオ・プランニング・ユー 音響制作デスク 大澤恵 音響演出アシスタント 嶋澤みどり |
| 英訳                 | 鈴木もと子 |
|                      | ドルビー 一部上映館を除く |
| 技術協力             | 森幹生 コンチネンタルファーイースト株式会社 |
| 原画                 | 大武正枝 小野隆哉 茶谷与志雄 柳野龍男 神村幸子 吉田忠勝 飯山嘉昌 斎藤文康 小泉謙三 窪田正史 篠原真紀子 木場田実 伊藤一男 片岡恵美子 山崎隆生 叶内孝行 大島りえ なかじまちゅうじ 河合静男 辻繁人 藤森雅也 高野登 木村陽子 若松孝思 |
| 動画                 | 内原弘美 家野尚代 大東郁子 山下真紀子 澁谷哲夫 武口つるみ 山下宗幸 佐々木綾子 佐藤恭子 田中立子 香川節子 田代たか子 谷口七菜 佐野隆雄 遠藤弘二 清水由紀子 松尾真理 国島裕子 松野真由美 藤本真弓 山本寛子 蓮田しつえ 仕幸千枝 寺田眞佐子 高橋幸江 平間久美子 原則子 小林正義 中川政浩 小野塚香子 金子志津枝 |
| 仕上                 | 杉本雅美 明田ひとみ 亀井ひふみ 上羽あつ乃 市川加奈子 出口圭子 吉川千恵 村上恵美 山下照美 一ノ瀬益美 澤井里美 三津山紀久子 尾浦千代美 上澤くみ子 小島真喜子 加藤玲子 津守裕子 中川恵 田村智美 細畠多架子 今泉ひろみ 吉村恵子 井口美幸 杉山珠樹 |
| 基本設定             | 川本征平 |
| 背景                 | 工藤由美 小島伸一 滝口比呂志 笠原淳二 高橋邦江 岡亜群 有田啓 宇囲名矢 加呂素太郎 空太 須田良 宇留田修一 |
| 撮影                 | 福田寛 市川智 柳川美紀子 桜井洋平 手塚智鶴子 佐藤敬子 秋田谷典昭 松沢秀子 |
| OPコンテ・演出       | 小林常夫 |
| OP原画               | 関根昌之 木村文代 市来剛 |
| デジタル合成         | 堤規至 |
| タイトル             | 道川昭 |
| 現像                 | 東京現像所 |
| 連載                 | コロコロコミック |
| 掲載                 | 小学館の学習雑誌 マミィ 小学一年生 ベビーブック 小学二年生 めばえ 小学三年生 幼稚園 小学四年生 学習幼稚園 小学五年生 てれびくん 小学六年生 別冊コロコロコミック |
| 協力                 | オーディオ・プランニング・ユー アトリエ・ローク 旭プロダクション 東京アニメーションフィルム 東現アニメルーム 岡安プロモーション トミ・プロダクション 京都アニメーション 夢弦館 プロダクション・IG スタジオ・ロード スタジオ・タージ ライト・フット ラジカルパーティ プロジェクトチーム・サラ 虫プロダクション OHプロダクション マキプロダクション スタジオメイツ あにまる屋 上海フロンティア 亜細亜堂 マッドハウス ダイゾウプロダクション ゼロGルーム スタジオ・ステップ テレコム・アニメーションフィルム 手塚プロダクション パインコム |
| 文芸                 | 滝原弥生 |
| 制作事務             | 杉野友紀 |
| 制作進行             | 星野匡章 石田博 廣川浩二 八田陽子 大橋永晴 |
| 制作デスク           | 大澤正享 大金修一 |
| 制作協力             | 藤子プロ ASATSU |
| 制作                 | シンエイ動画 小学館 テレビ朝日 |
|                      | ©藤子プロ・小学館・テレビ朝日 1998 |

## 主題歌
オープニングテーマ「ドラえもんのうた」
作詞 - 楠部工 / 作曲 - 菊池俊輔 / 編曲 - 鴨宮諒 / 歌 - 吉川ひなの　/ セリフ - 大山のぶ代（ドラえもん）
エンディングテーマ「HOT MILK」
作詞 - 岩城由美・HINANO / 作曲・編曲 - 鴨宮諒 / コーラスアレンジ - 高浪敬太郎 / 歌 - 吉川ひなの